# Viviers-lès-Offroicourt
Viviers-lès-Offroicourt là một xã ở tỉnh Vosges, vùng Grand Est, Pháp. Xã này có diện tích 4,52 km² dân số năm 1999 là 36 người. 
Viviers-lès-Offroicourt nằm ở khu vực có độ cao trung bình 320 m trên mực nước biển.

## Hành chính
| Danh sách các xã trưởng                |              |                      |      |         |
| Giai đoạn                              | Giai đoạn    | Tên                  | Đảng | Tư cách |
|                                        | tháng 3 2001 | Jean-Michel Marcelin |      |         |
| Tất cả các dữ liệu trước đây không rõ. |              |                      |      |         |

## Biến động dân số
| 1962                                         | 1968 | 1975 | 1982 | 1990 | 1999 |
| -------------------------------------------- | ---- | ---- | ---- | ---- | ---- |
| 41                                           | 56   | 34   | 42   | 38   | 36   |
| Số liệu từ năm 1962: Dân số không tính trùng |      |      |      |      |      |